# Kuvait városai
| Kuvait városai |                    |               |                      |                      |                  |
| Rangsor        | Név                | Név           | Lakosság             | Lakosság             | Körzet           |
| Rangsor        | Latin betűkkel     | Arab betűkkel | 1995-ös népszámlálás | 2005-ös népszámlálás | Körzet           |
| 1.             | Dshalib as-Shuyuch | جليب الشيوخ   | 102 169              | 179 264              | al-Farwaniyya    |
| 2.             | as-Salimiyya       | السالمية      | 129 775              | 145 328              | Hawalli          |
| 3.             | Hawalli            | حولي          | 82 154               | 106 992              | Hawalli          |
| 4.             | Dshanub Chitan     | جنوب خيطان    | 62 241               | 92 646               | al-Farwaniyya    |
| 5.             | al-Farwaniyya      | الفروانية     | 52 928               | 83 544               | al-Farwaniyya    |
| 6.             | Salwa              | سلوى          | 36 108               | 64 075               | Hawalli          |
| 7.             | Abraq Chitan       | ابرق خيطان    | 29 243               | 57 850               | al-Farwaniyya    |
| 8.             | Subbah as-Salim    | صباح السالم   | 54 608               | 56 261               | Mubarak al-Kabir |
| 9.             | as-Sulaibiyya      | الصليبية      | 53 639               | 54 784               | al-Dshahra       |
| 10.            | al-Fuhaihil        | الفحيحيل      | 38 180               | 51 210               | al-Ahmadi        |
| 11.            | as-Subahiya        | الصبيحية      | 50 644               | 50 609               | al-Ahmadi        |
| 12.            | Taima              | تيماء         | 46 066               | 48 724               | al-Dshahra       |
| 13.            | al-Dshabiriyya     | الجابرية      | 30 401               | 44 061               | Hawalli          |
| 14.            | al-Manqaf          | المنقف        | 21 889               | 43 943               | al-Ahmadi        |
| 15.            | al-Firdaus         | الفردوس       | 40 361               | 42 827               | al-Farwaniyya    |
| 16.            | al-Ardiya          | العارضية      | 33 894               | 37 363               | al-Farwaniyya    |
| 17.            | al-Qasr            | القصر         | 39 128               | 36 783               | al-Dshahra       |
| 18.            | al-Kuwait          | الكويت        | 28 747               | 32 403               | al-Asima         |
| 19.            | Mubarak al-Kabir   | مبارك الكبير  | n.a.                 | 32 318               | Mubarak al-Kabir |
| 20.            | al-Adan            | n.a.          | n.a.                 | 32 210               | Mubarak al-Kabir |
| 21.            | Dshabbar al-Ali    | جبار العالي   | 21 494               | 30 976               | al-Ahmadi        |
| 22.            | Ali Subah al-Salim | n.a.          | n.a.                 | 30 193               | al-Ahmadi        |
| 23.            | al-Andalus         | الأندلس       | 19 657               | 30 179               | al-Farwaniyya    |
| 24.            | al-Mahbula         | المهبولة      | n.a.                 | 29 422               | al-Ahmadi        |
| 25.            | Sabah an-Nasr      | سباح الناصر   | 9 057                | 28 984               | al-Farwaniyya    |
| 26.            | Bayan              | بيان          | 27 082               | 28 874               | Hawalli          |
| 27.            | al-Dshahra         | الجهراء       | 14 660               | 28 387               | al-Dshahra       |
| 28.            | ar-Rumaithiyya     | الرميثية      | 28 310               | 28 115               | Hawalli          |
| 29.            | ar-Riqqa           | الرقة         | 29 366               | 27 671               | al-Ahmadi        |
| 30.            | al-Qusur           | n.a.          | n.a.                 | 27 057               | Mubarak al-Kabir |
| 31.            | az-Zahar           | الظهر         | 23 349               | 26 448               | al-Ahmadi        |
| 32.            | al-Waha            | الواحة        | 26 070               | 25 687               | al-Jahra         |
| 33.            | al-Uyun            | العيون        | 21 488               | 23 600               | al-Dschahra      |
| 34.            | Abu Hulaifa        | ابو حليفة     | 16 283               | 23 208               | al-Ahmadi        |
| 35.            | al-Qurain          | القرين        | 50 689               | 22 581               | Mubarak al-Kabir |
| 36.            | al-Fintas          | الفنطاس       | 12 946               | 21 096               | al-Ahmadi        |
| 37.            | Surrah             | n.a.          | n.a.                 | 20 938               | al-Asima         |
| 38.            | Qartabah           | n.a.          | n.a.                 | 20 861               | al-Asima         |
| 39.            | Bunaid al-Qar      | بنيد القار    | 12 509               | 20 504               | al-Asima         |